# Chapa de nós
Uma chapa de nós é um elemento das estruturas de aço para a ligação entre vigas de perfis metálicos. Chapas de nós são consideradas como pontos de articulação de um sistema estrutural, em especial uma treliça.
Uma chapa de nós é produzida a partir de um pedaço de chapa de aço, que é furada para receber rebites ou parafusos. A espessura da chapa pode ser de até vários centímetros, dependendo do tipo de estrutura. Em construções soldadas as chapas de nós evitam o acúmulo de costuras de solda em um ponto. O resultado é um melhor fluxo de energia e maior resistência à fadiga. Em estruturas tubulares (por exemplo, quadro de motocicleta), os pontos de conexão particularmente tensionados podem ser reforçados por chapas de nós, por exemplo na cabeça de direção.
Na construção do corpo, os pórticos são peças de desenho em chapa de perfil que representam as transições nos nós (pilares A / B / C / D). Recurso é a reunião de várias seções transversais de perfil de pelo menos duas direções de coordenadas. Claramente visível i.d. R. os reforços no nó superior dos pilares posteriores (pilar C ou D).
A função mais importante de uma chapa de nós em uma estrutura de suporte é que a mesma garante que as linhas neutras dos perfis coincidam precisamente.